# 克莱尔沃莱拉克
克莱尔沃莱拉克（法語：Clairvaux-les-Lacs，法語發音：[klɛʁvo le lak]）是法国汝拉省的一个市镇，位于该省中南部，汝拉山腹地，属于隆斯勒索涅区。

## 地理
克莱尔沃莱拉克（46°34'30"N, 5°44'57"E）面积12.29 平方千米，位于法国勃艮第-弗朗什-孔泰大區汝拉省，该省份为法国东部内陆省份，北起上索恩省，西北接科多尔省，西临索恩-卢瓦尔省，南至安省，东与杜省和瑞士接壤。
与克莱尔沃莱拉克接壤的市镇（或旧市镇、城区）包括：韦尔唐博、安河畔巴雷西亚、布瓦西亚、沙泰勒德茹、科尼亞、拉弗拉内、欧特库尔、苏西亚。

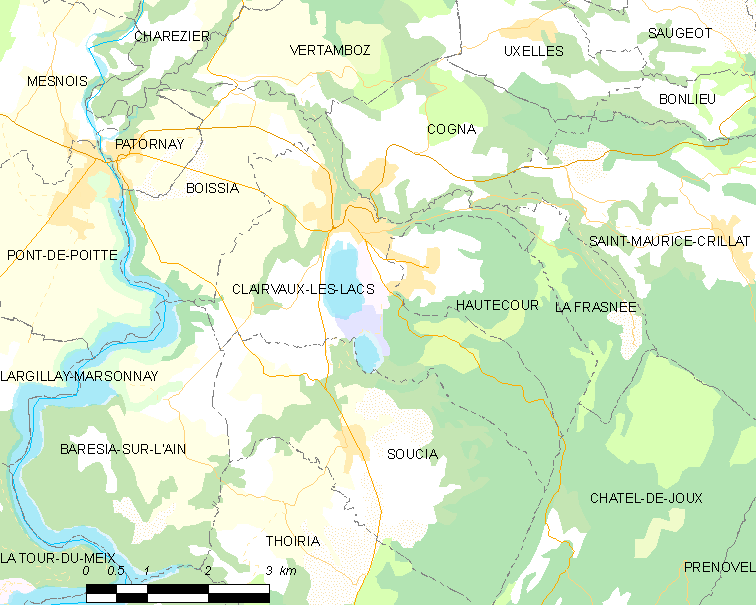
克莱尔沃莱拉克的OSM定位图

克莱尔沃莱拉克的时区为UTC+01:00、UTC+02:00（夏令时）。

## 行政
克莱尔沃莱拉克的邮政编码为39130，INSEE市镇编码为39154。

## 政治
克莱尔沃莱拉克所属的省级选区为圣洛朗昂格朗沃县。

## 人口

1962-2008年间克莱尔沃莱拉克人口变化图示

克莱尔沃莱拉克于2022年1月1日时的人口数量为1428人。